# 許不了
許不了（1951年2月20日—1985年7月3日），本名葉鐵雄，台灣新竹市人（出生於基隆市暖暖區），台灣喜劇演員，有「台灣的卓別林」之稱。

## 生平
1951年2月20日，許不了出生於基隆市暖暖區一個貧窮家庭，這個家庭貧窮到只能以開水代替牛奶來餵養嬰兒時期的許不了。由於無力撫養，許不了的親生父母把他送給「愛樂夢酒家」（今新竹市東區中正路106號「新竹牧場食品」樓上）領班兼魔術師葉清江。許不了的養母徐明珠，本為愛樂夢酒家的歌女，婚後成為葉清江的魔術助理。許不了的本名「葉鐵雄」就是葉清江取的。
葉清江創辦了特技團「華僑歌舞魔術特技團」，團員30人，以滑稽魔術賣藝。該團曾經代表台灣到日本參加國際魔術大會。在葉清江的教導下，童年時期的許不了學會吞火、吹奏樂器、爵士鼓等本事。許不了6歲時已經是葉清江的助手，頗受葉清江表演風格的影響。
因為葉清江的管教極為嚴格，許不了沒有什麼童年時光，只在新竹市東區東門國民小學唸了一學期就開始逃家、逃學，後來在「王中強特技團」學習魔術、雜耍、口技等各項絕活。許不了12歲時，開始學習舞台上的表演功夫，起初是練習撲克牌魔術，後來是練習吞乒乓球（把乒乓球塞到喉嚨裡，再把乒乓球吐出來）；其功力之高，即使他喉嚨裡塞著乒乓球，仍然可以喝水。其後許不了與葉清江搭檔巡迴台灣各地表演。由於許不了的師父的藝名為「葉伯樂」（又名「大伯樂」），當時許不了的藝名順理成章叫做「小伯樂」。許不了12歲時，徐明珠在南投縣埔里鎮自殺身亡，葉清江當時已再婚。
許不了20歲時在桃園縣一家歌廳表演，遇到他的愛好者蘇美燕，兩人進而結婚，蘇美燕成為許不了的魔術助手。夫妻兩人隨著葉清江的特技團，遠赴日本、新加坡、馬來西亞等地表演。1973年許不了服兵役，被分發到陸軍訓練作戰發展司令部干城藝工隊，蘇美燕被聘為干城藝工隊僱員。1975年許不了退伍，夫妻兩人繼續到處賣藝。
1977年初，從日本表演回來的許不了到南沙群島勞軍，忍不住在他搭乘的中華民國海軍軍艦上展現他逗人發笑的才藝，受到同艦的中國電視公司新聞部經理王曉祥的賞識：王曉祥寫了一封推薦信，告訴許不了，可以拿著它去找中視節目部副理王世綱安排演出機會。但許不了沒有主動去找王世綱。同年，中視歌星鳳飛飛在藍寶石大歌廳作秀，當時鳳飛飛專屬舞群「四騎士」一位成員因故不能上場、改由許不了上場。王世綱前去藍寶石大歌廳給鳳飛飛探班，在觀眾席上看到了許不了、方正與鳳飛飛的表演，加上同年許不了在「中華民國各界金門前線勞軍團」勞軍表演時表現突出，王世綱遂主動邀請許不了與方正進入中視。許不了與方正相繼與中視簽訂基本演藝人員合約，兩人進入中視的日期相距三個月。
與中視簽約後的許不了最初接連在中視幾部電視劇中跑龍套。之後許不了、方正、徐風、倪敏然與凌峰並為鳳飛飛主持的中視綜藝節目《你愛周末》的固定班底，許不了與鳳飛飛對演的魔術單元〈笑說魔術〉是該節目的一大特色。在1977年中視午間台語連續劇《雷峰塔》（1977年4月18日至1977年5月16日播映，男主角許仙由中視演員李滔飾演，女主角白素貞由陳佩伶飾演）裏，許不了扮演許仙的書僮「許不了」（台語諧音「苦不完」）而成名，故改藝名為「許不了」。1978年7月9日，鳳飛飛主持的中視綜藝節目《一道彩虹》開播，許不了與方正擔任該節目固定班底兼助理主持人，三人經常在該節目中聯手搞笑。閒暇之餘，許不了會抽時間去拜訪育幼院與院童一起玩，變魔術給院童看並捐款給院方。
1979年，許不了自組勞軍團赴金門前線勞軍，自費新台幣70多萬元打點團內其他藝人的機票費、通告費等；同年許不了因參演中國電影製片廠軍教片《成功嶺上》而無法上《一道彩虹》的通告被中視認定違約而遭罰「停演電視一年」，但許不了在《成功嶺上》中的優異表現讓他一炮而紅，從此許不了便以主角身份參演電影，電影邀約總是接連不斷。1980年許不了參演朱延平首次執導的電影《小丑》轟動大街小巷，造成一股「許不了旋風」，片酬飆漲至新台幣260萬元，同年許不了與方正合演電影《小魚吃大魚》，兩人成為好友。
1982年第19屆金馬獎，許不了與泰迪羅賓一同頒獎。由於許不了本身所俱有的草根性及早年累積的喜劇表演基礎，搭配所營造的悲喜劇的表演風格，讓他在演藝工作獲得極大的成就。後來許不了與朱延平合作的一系列電影更得到廣大觀眾們的認同，甚至連許不了掛名客串演出的影片都很賣座，如同成為「票房保證」一般。
「許不了旋風」成形後，許不了卻成為了黑道眼中的搖錢樹（在秀場上，許不了只要單獨雜耍與口技就可以支撐票房，不像鳳飛飛還要搭配舞群與樂隊），成了他後期悲慘生活的根源。在早期台灣演藝圈與黑道的糾結不清下，再加上許不了成名後累積的人情壓力，許不了常被槍械與人情債押著不斷四處奔波、軋戲，日夜顛倒導致免疫力下降，許多病痛隨之而來。為了不斷趕通告，許不了靠飲酒、注射止痛藥來迅速提振精神與紓解病痛，因前者而罹患酒精性肝炎，因後者而染上B型肝炎與毒癮。另外，許不了欠下大額賭債，蘇美燕不堪這種生活而與許不了離婚。
1984年1月，許不了參演中視連續劇《降龍羅漢》時，王世綱帶許不了去醫院作健康檢查，證實許不了已經因飲酒過量而罹患肝硬化。之後，許不了陸續併發十二指腸潰瘍、胰臟炎、黃疸、紅血球過多等疾病。
依據朱延平的描述，許不了的人生後期是這樣的：許不了在電影製片廠時，經常會逗大家開心是個很快樂的工作夥伴，但是他返家以後經常獨自喝酒解悶直到天亮，喝醉了就放聲大哭。他的朋友們勸他住院接受完整治療，他卻經常在住院期間趁機逃出醫院，因為他不喜歡住院，他認為住院的生活就像坐牢。他不信任西醫、只相信他成名前結交的朋友們給他服用的中醫藥方，他服用那些藥方之後健康狀況有些好轉，但是他又開始飲酒。這些情況反覆下來，導致他的病情惡化。
許不了參演他與朱延平合作的最後一部電影《小丑與天鵝》時，在正式開拍一場在路邊攤喝酒的戲之前，他喝醉抱著朱延平大哭，說自己活不久了，懇求朱延平代為照顧他的兩歲大的小女兒。1985年7月2日深夜，許不了嘔吐不已，被送進馬偕紀念醫院台北院區。最後，1985年7月3日，《小丑與天鵝》上映前三天，許不了因酒精性肝炎導致心臟衰竭病逝，享年34歲。
1979年至1985年間，許不了共參演64部電影，台灣電影史學者稱此六年之間為「許不了時代」。許不了參演的最後一部電影是1985年6月群龍影業（2003年4月改名為群龍國際影視娛樂）在台北市中正國宅開拍的《寶貝家庭》。許不了病逝之後，群龍影業找替身演員接替他的遺缺，拍完《寶貝家庭》。1985年7月27日，《寶貝家庭》上映日，群龍影業舉辦許不了公祭。公祭結束後，許不了被安葬在台北縣三芝鄉。
羅大佑曾透露：「當時在寫《明天會更好》的歌詞時，我為他（許不了）填了一句『誰能忍心看他最後的小丑　帶走我們的笑容』，但被認為太灰色，無法採用。」根據最後的演唱版本，發表的歌詞是「誰能忍心看那昨日的憂愁　帶走我們的笑容」。
許不了病逝之後，導演吳念真曾為了他的不幸遭遇，沉痛地公開出面呼籲台灣演藝圈，別再剝削藝人了。導演吳宇森曾在受訪時讚揚許不了是「台灣的卓別林」。朱延平曾闡述，許不了的一生是喜劇一場、悲劇一場、鬧劇一場，他把歡樂帶給大家、把眼淚留給自己。

## 家庭
許不了曾與三位女性有婚約，育有兩男兩女。
- 周桂英：初戀女友

- 周明增：演員，著名代表作為《濟公》。外形神似許不了，且也有承襲其父雜耍的功力。

- 蘇美燕：第一任妻子

- 葉明樂：往傳播業發展。
- 葉嘉凌

- 陳秀霞：第二任妻子

- 葉菁廷（藝名葉蓉庭）：曾在演藝圈發展，已淡出。婚後定居新加坡。

## 主持作品

### 電視

#### 綜藝節目
| 年份                      | 頻道         | 節目名                                                     |
| ------------------------- | ------------ | ---------------------------------------------------------- |
| 1977年                    | 中國電視公司 | 《你愛周末》魔術單元〈笑說魔術〉                           |
| 1977年                    | 中國電視公司 | 《一道彩虹》固定班底兼助理主持人                           |
| 1983年2月12日21:30～00:00 | 中國電視公司 | 《傻丁傻福》（除夕特別節目，與方正主持）                   |
| 1985年                    | 中國電視公司 | 《一個小丑的故事：許不了回顧專輯》（梁昆傑製作，方笛旁白） |

## 演出作品

#### 電視劇
| 年份   | 頻道         | 劇名         | 飾演   |
| ------ | ------------ | ------------ | ------ |
| 1977年 | 中國電視公司 | 《雷峰塔》   | 許不了 |
| 1977年 | 中國電視公司 | 《岳父大人》 | 甘樂   |
| 1984年 | 中國電視公司 | 《降龍羅漢》 | 濟公   |

### 電影
| 年份   | 片名                 | 飾演   |
| ------ | -------------------- | ------ |
| 1979年 | 《樓上樓下》         |        |
| 1979年 | 《功夫大拍賣》       |        |
| 1979年 | 《傳奇人物廖添丁》   |        |
| 1979年 | 《成功嶺上》         |        |
| 1979年 | 《三十七計》         |        |
| 1979年 | 《祝老三笑譚》       |        |
| 1979年 | 《丐幫傳奇》         |        |
| 1979年 | 《醉魚 醉蝦 醉螃蟹》 |        |
| 1979年 | 《要命的小方》       |        |
| 1979年 | 《怪拳 怪招 怪師傅》 |        |
| 1980年 | 《天才蠢材》         | 阿瓜   |
| 1980年 | 《真假大亨》         |        |
| 1980年 | 《小丑對紅唇》       |        |
| 1980年 | 《古寧頭大戰》       |        |
| 1980年 | 《小魚吃大魚》       |        |
| 1980年 | 《舞拳》             |        |
| 1980年 | 《大人物》           |        |
| 1980年 | 《套房出租》         |        |
| 1980年 | 《小丑》             |        |
| 1981年 | 《瘋狂大發財》       |        |
| 1981年 | 《雞蛋石頭碰》       |        |
| 1981年 | 《大小姐與流浪漢》   |        |
| 1981年 | 《掃蕩大賭場》       |        |
| 1981年 | 《東追西趕跑跳碰》   |        |
| 1981年 | 《瘋狂世界》         |        |
| 1981年 | 《傻兵立大功》       |        |
| 1981年 | 《美人國》           |        |
| 1981年 | 《四個臭皮匠》       |        |
| 1982年 | 《新濟公活佛》       |        |
| 1982年 | 《新西遊記》         | 真假仙 |
| 1982年 | 《黑獄大逃亡》       |        |
| 1982年 | 《神劍動山河》       |        |
| 1982年 | 《糊塗妙賊立大功》   |        |
| 1982年 | 《浪子 名花 金花黨》 |        |
| 1982年 | 《行船人的愛》       |        |
| 1982年 | 《古奇蹟》           |        |
| 1982年 | 《紅粉遊俠》         |        |
| 1982年 | 《紅粉兵團》         |        |
| 1982年 | 《酒色財氣》         |        |
| 1982年 | 《傻丁有傻福》       |        |
| 1982年 | 《開心一級棒》       |        |
| 1983年 | 《四傻害羞》         | 林皮蛋 |
| 1983年 | 《情報販子》         |        |
| 1983年 | 《進攻要塞地》       |        |
| 1983年 | 《迷你特攻隊》       | 石頭   |
| 1983年 | 《寶貝尋寶記》       |        |
| 1983年 | 《火龍任務A計劃》    |        |
| 1983年 | 《聰明學生笨老師》   |        |
| 1983年 | 《女學生與機關槍》   |        |
| 1983年 | 《大集合》           |        |
| 1983年 | 《一九八三大驚奇》   |        |
| 1983年 | 《王哥柳哥》         |        |
| 1984年 | 《七隻狐狸》         |        |
| 1984年 | 《男人真命苦》       |        |
| 1984年 | 《天生一對》         |        |
| 1984年 | 《獵艷高手》         |        |
| 1985年 | 《打鬼救夫》         |        |
| 1985年 | 《快樂寶貝》         |        |
| 1985年 | 《少爺兵》           |        |
| 1985年 | 《八番坑口的新娘》   | 江萬水 |
| 1985年 | 《醜小鴨》           |        |
| 1985年 | 《小丑與天鵝》       | 阿坤   |
| 1985年 | 《寶貝家庭》         |        |

## 導演作品

### 電影
| 年份   | 片名           |
| ------ | -------------- |
| 1981年 | 《雞蛋石頭碰》 |

## 音樂作品

### 唱片
| 日期   | 專輯名稱                                             | 出版公司             | 曲目 |
| ------ | ---------------------------------------------------- | -------------------- | --- |
| 1981年 | 滾石歡樂英雄系列第二輯《方正、許不了：歡樂大兵專輯》 | 台灣：滾石有聲出版社 | 曲目 1. 大兵歌 2. 向前衝 3. 上班去 4. 姑娘一朵花 5. 向前衝（演奏曲） 6. 打靶練槍法 7. 癡癡的等 8. 飛呀！飛呀！ 9. 白羊黑羊過小橋 10. 大兵歌（演奏曲） |

## 外部連結
- 許不了在互联网电影资料库（IMDb）上的資料（英文）
- 許不了在香港影庫上的簡介